# 엄마야 누나야 (드라마)
《엄마야 누나야》는 2000년 11월 4일부터 이듬해 4월 22일까지 방영된 문화방송 주말연속극으로, 한날 한시에 태어난 이란성 쌍둥이 남매의 달라진 운명을 통해 대리모 문제와 남아선호사상을 조명한 작품이었다.
현재, MBC ON에서 다시 방송 중이다.

## 방송 시간
| 방송 채널 | 방송 기간                          | 방송 시간                          | 방송 분량  |
| --------- | ---------------------------------- | ---------------------------------- | ---------- |
| MBC TV    | 2000년 11월 4일 ~ 2000년 11월 5일  | 매주 주말 저녁 7시 45분 ~ 8시 55분 | 1시간 10분 |
| MBC TV    | 2000년 11월 11일 ~ 2001년 4월 22일 | 매주 주말 저녁 7시 55분 ~ 8시 55분 | 1시간      |

## 등장 인물
| - 안재욱(공수철) - 황수정(장여경) : 장학수 맏딸 - 고수(장경빈) : 장학수 아들 (아역 김영찬) - 김소연(노승리 / 장유경) : 장학수 막내딸, 장경빈 쌍둥이 동생 | - 나문희(서씨) : 오남매 할머니 - 조경환(장학수) : 오남매 아버지 - 고두심(나정옥 여사) : 오남매 어머니, 장학수 아내 - 장미희(한영숙 여사) : 대리모, 경빈&승리 생모 - 김지영(장남경) : 장학수 둘째딸 - 전혜수(장세경) : 장학수 셋째딸 | - 배두나(공찬미) : 공수철 동생 - 박선영(신행자) : 공수철 애인 |

### 그 외 인물
- 안재환(김태성)
- 김연주(나애리) : 승리 후배
- 박시은(권보라) : 경빈 애인, 후에 헤어진다.
- 박은수(나정옥 여사 남동생) : 나정옥의 동생, 장학수의 처남, 나수희&나수경 아버지
- 정성모(장기중) : 한영숙 내연남
- 양미경(나정옥 여사 올케) : 나정옥의 올케, 장학수 처남댁, 나수희&나수경 어머니
- 김철기(조폭)
- 송금식(장인만)
- 정명환, 박형선, 여현수, 강용석, 김동욱, 진재영, 주부진, 현정애, 김영민, 승주영

## OST
《엄마야 누나야 OST》는 2000년 12월 12일에 발매했다(배급은 BCS뮤직).
곡 목록
1. 내 하나의 사람은 가고 - 김상필
2. 내가 사는 이유 - 박상민
3. 사랑하기는 한건가요... - 웅산
4. 안식 - 임단아
5. 이제 다시 시작해 - 권주천
6. 시작도 끝도 알 수 없는 사랑 - 영턱스클럽
7. 마지막 선택 - Oc20
8. 약속 - 박기영
9. 후애 - 김병화
10. 추상 - 한성호
11. 후회 - 뱅크

## 수상(2000년MBC 연기대상)
- 남자 최우수연기상 안재욱 (나쁜 친구들 포함)
- 여자 최우수연기상 황수정 (허준 포함)
- 신인연기상 고수

## 참고 사항
- 탄탄한 극 구성으로 짧은 시간에 시청자 시선을 붙드는 데 성공한 것으로 평가되었으나 조직 폭력배의 세계가 그려지는 등 주말 가족시간대(밤 8시)에 어울리지 않는 상황 설정들이 문제가 되었다.[1]
- 대리모에 조직폭력배의 납치가 등장하고, 동거하는 여인을 둔 채 다른 여성과 사랑에 빠져 임신을 하게 만드는 내용 등 가정 파괴의 내용으로 비판을 받았다.[2]
- 99년 종영된 KBS 2TV 주말극 <종이학>의 실패로 슬럼프를 겪은 뒤 89년 드라마 <잠들지 않는 나무>, 90년 <어둔 하늘 어둔 새>, 92년 <억새 바람> 이후 오랜만에 MBC에 돌아온 조소혜 작가의 작품이며 작가 조소혜는 <엄마야 누나야> 이후 줄곧 MBC에서만 활동했다.
- 안재욱(공수철 역), 고두심(나정옥 역)이 해당 드라마에서 50회(안재욱), 14회(고두심) 흡연 장면을 연기하여 2001년 올해의 흡연 탤런트 남자 부문(안재욱), 여자 부문(고두심) 1위에 선정되는 불명예를 안아야 했다[3].